# Françoise Mignot
Françoise Mignot (parfois prénommée Claudine Françoise ou Marie, ou sous diverses combinaisons de deux ou trois de ces prénoms), née à Grenoble ou près de Grenoble (province du Dauphiné) le 20 janvier 1624, morte à Paris le 30 novembre 1711 , est une femme du peuple mariée successivement avec un conseiller du roi trésorier du Dauphiné, puis un duc maréchal de France, et enfin avec un ancien roi élu de Pologne,.

## Biographie
Elle est baptisée, et vraisemblablement née, en janvier 1624, dans la paroisse Saint-Hugues et Saint-Jean de Grenoble, de Humbert Mignot, marchand mercier à Grenoble, et de Hélène Simonet, herbière,.

### Premier mariage
En 1640, alors qu'elle travaille comme lingère dans la boutique de ses parents, elle est remarquée par le valet et secrétaire de Pierre de Portes, seigneur d'Amblérieu, quinquagénaire, trésorier et conseiller du roi (Louis XIII), lequel valet la demande en mariage, avant de se raviser. La mère et la fille vont chercher recours auprès de Pierre de Portes, qui propose alors de se substituer à son secrétaire. Le mariage est célébré le 29 décembre 1640 en la chapelle Notre-Dame de l'église des pères capucins de Grenoble,. Le couple, en raison de l'écart d'âge et de rang social, est l'objet de diverses railleries. Son époux prend soin néanmoins de parfaire son éducation, notamment en bonnes manières, en écriture et en géographie. Au moins un fils, prénommé Louis, naît le 11 mars 1642 de cette union, mais il ne vit pas longtemps. Pierre de Portes meurt à Grenoble le 20 août 1652,. Son testament, très favorable envers son épouse, étant attaqué par ses deux frères, Françoise Mignot décide, sur le conseil et munie d'une lettre de recommandation d'un ecclésiastique ami, de monter à Paris défendre sa cause.

### Deuxième mariage
Dans ce but, on lui propose alors un mariage avec l'intendant du maréchal de France François de L'Hospital duc de Rosnay. L'intendant fait savoir son accord, et présente sa future à son seigneur le maréchal, qui la trouve digne d'être sa propre épouse. Ce septuagénaire, veuf depuis 1651 de Charlotte des Essarts, une des favorites du roi Henri IV, hâte le pas et le 25 août 1653 Françoise Mignot devient Madame la Maréchale de L'Hospital. Un fils leur naît neuf mois après, mais il meurt en bas âge. Grâce aux libéralités de son époux, la Maréchale mène grand train, à Paris et à Versailles, ce qui provoque les quolibets des billettistes et des envieux.
Après la mort de son époux le 20 avril 1660 à l'âge de 77 ans, elle reste à Paris. On lui prête alors de nombreux amants, et elle attire de nouveau sur elle les railleries. Étant entrée en contact avec le juriste Denis Talon pour défendre ses affaires, et pensant peut-être lui rendre service, elle entreprend de s'introduire dans l'instruction du procès lancé contre Fouquet par Louis XIV à l'instigation de Mazarin puis Colbert, et dont Denis Talon est le procureur général. Elle lui fournit, ainsi qu'à Colbert, des informations qu'elle tenait probablement de son défunt mari, jusqu'à ce que Louis XIV lui commande de se retirer de cette affaire.

### Troisième mariage
Louis XIV et son conseil tenaient à ce que le roi élu de Pologne soit un ami de la France, de façon à cerner les états autrichiens. Cependant, lorsque le roi Jean II Casimir Vasa, veuf et lassé du pouvoir, abdique en 1668, c'est un partisan de la maison d'Autriche qui est élu. Pour préparer l'élection suivante, Colbert décide d'accueillir Jean II Casimir en France, où il est nommé abbé commendataire de plusieurs abbayes, dont l'abbaye de Saint-Germain-des-Prés de Paris. Cette fonction n'obligeant pas au célibat, on lui présente de nombreuses femmes, dont Madame la Maréchale de L'Hospital, veuve depuis plusieurs années, qui a sa préférence. Selon un généalogiste polonais, ils auraient eu une fille, Marie Catherine Vasa (en), née en 1670 hors mariage, mais reconnue par son père dans son testament du 12 décembre 1672. Le mariage, tenu secret quoique célébré dans les règles, a lieu le 14 septembre 1672 à Paris : les époux ont alors respectivement 63 et 48 ans. Mais Françoise Mignot n'aura été reine morganatique de Pologne que trois mois, puisque son troisième mari meurt à Nevers le 16 décembre 1672,.

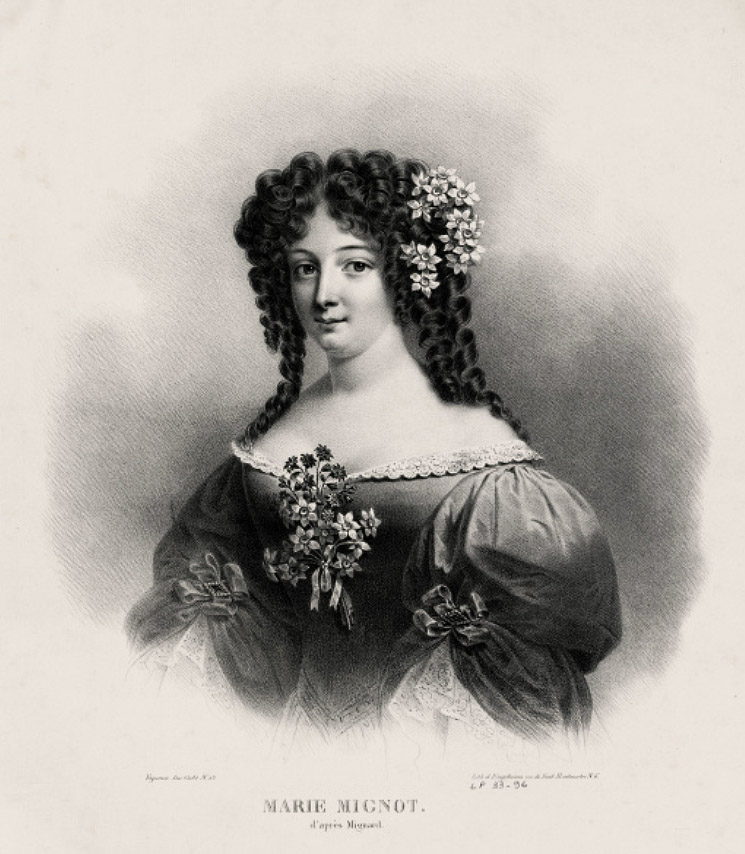
Pierre-Roch Vigneron (gravure) d'après Pierre Mignard. Françoise Mignot
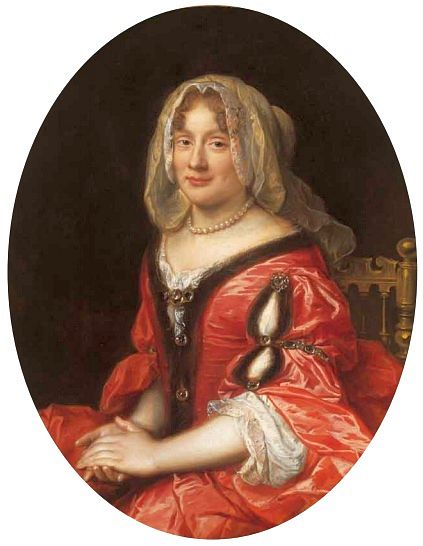
Pierre Mignard. Portrait d'une femme en costume polonais, très probablement Françoise Mignot
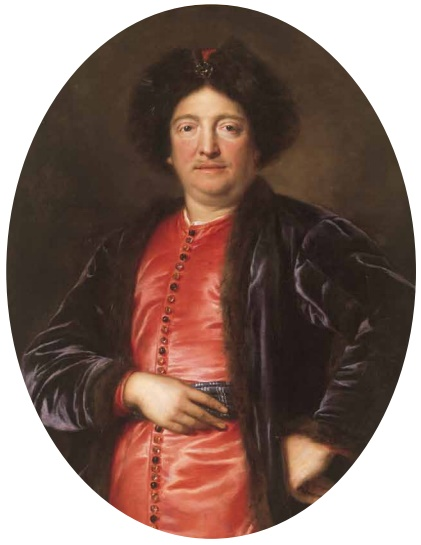
Pierre Mignard. Portrait d'un homme en costume polonais, très probablement Jean II Casimir Vasa
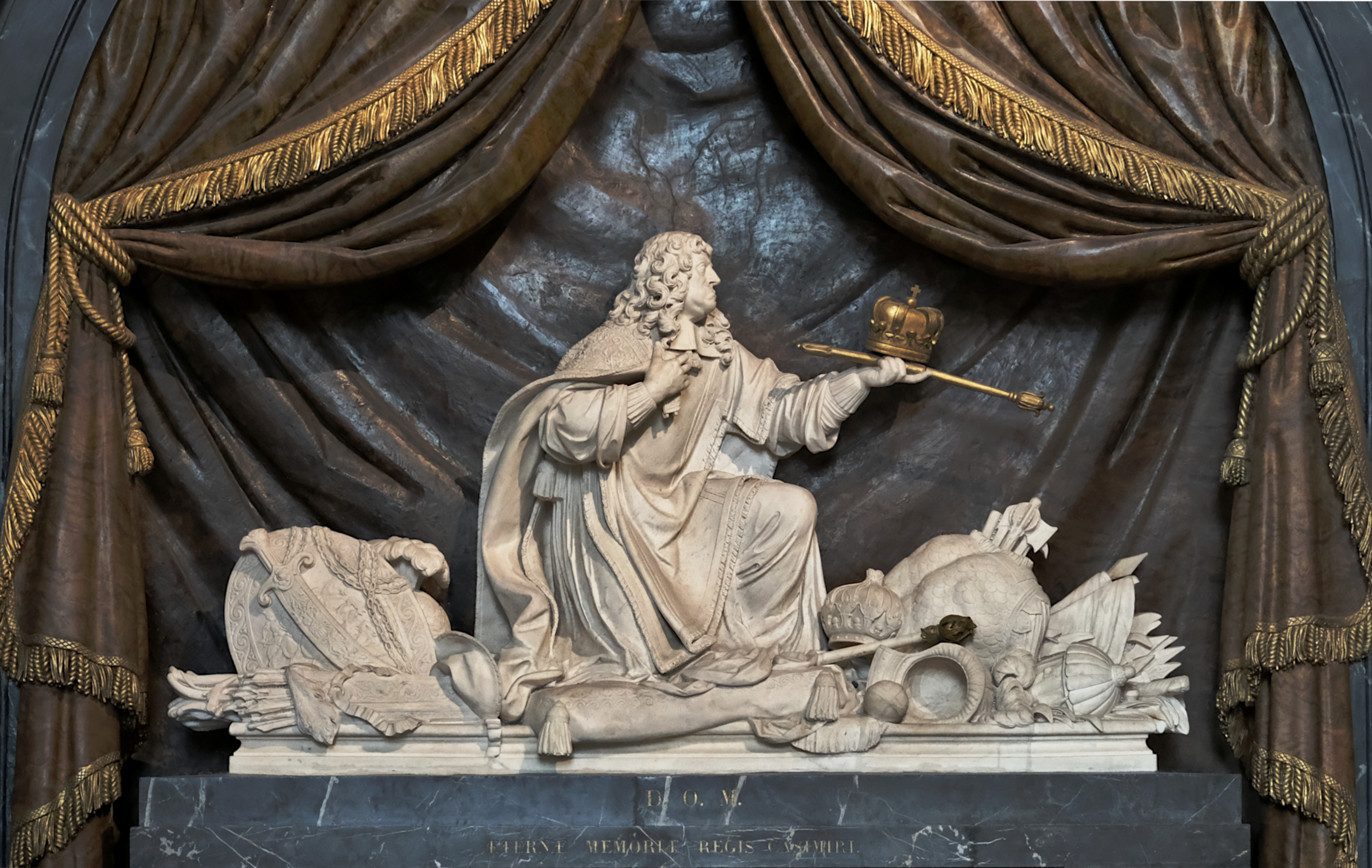
Gaspard et Balthazar Marsy. Cénotaphe de Jean II Casimir Vasa, roi de Pologne, en l'abbatiale Saint-Germain-des-Prés de Paris

### Fin de vie
En 1674, elle fait un don aux Carmélites de Paris en échange d'un logement à vie dans leur couvent. Puis elle reprend une vie mondaine, mais fait face à des difficultés financières qui la contraignent à vendre des éléments de son patrimoine, et à demander du secours auprès du contrôleur général des finances Desmarets.
Elle meurt à Paris, aux Petites-Carmélites, le 30 novembre 1711,.

## Postérité
De nombreux chroniqueurs et historiens ont rapporté la vie aventureuse de Françoise Mignot : le père Anselme (1625-1694), Pierre Bayle (1647-1706), Saint-Simon (1675-1755), Borel d'Hauterive (1812-1896)...
Un vaudeville intitulé Marie Mignot, écrit par Jean-François Bayard et Paul Duport, est créé en 1829 à Paris.